# Jari Niemi
Pour les articles homonymes, voir Niemi.
Jari Niemi (né le 2 février 1977 à Nokia en Finlande) est un footballeur finlandais qui joue actuellement à FC Ilves dans la Veikkausliiga.
Il a également joué en Belgique (RAEC Mons, Standard de Liège puis Saint-Trond VV).

## Biographie
En Finlande, Niemi a joué 193 matches et marqué 49 buts pour le TPV Tampere, FC Haka Valkeakoski et Tampere United, remportant cinq championnats. 
Il peut jouer comme milieu droit, ailier ou attaquant.

## Palmarès
TPV Tampere
- Championnat de Finlande
  - Champion (1) : 1994

 FC Haka
- Championnat de Finlande
  - Champion (2) : 1998, 1999

 Tampere United
- Championnat de Finlande
  - Champion (3) : 2001, 2006, 2007
- Coupe de Finlande
  - Vainqueur (1) : 2007
- Coupe de la Ligue de Finlande
  - Vainqueur (1) : 2009